# كرم كرم
كرم كرم هو طبيب ووزير لبناني سابق، نجل الطبيب شكر الله كرم، من بلدة الخيام الجنوبية، عين وزيراً للصحة في الحكومة اللبنانية في العام 1998 ثم تولى وزارات الثقافة والسياحة لاحقاً.

## المناصب التي شغلها
- هو بروفيسور في الطب- في قسم أمراض النساء والتوليد في الجامعة الأميركية في بيروت

نبذة تاريخية:
- 2001 : المجلس التنفيذي في منظمة السياحة العالمية
- 2000 : رئيس اللجنة السياسية في منظمة الصحة العالمية
- 2000-1999 :المجلس التنفيذي لمنظمة الصحة العالمية
- 1999-2002: الأمم المتحدة  / لجنة التنسيق بين منظمة الصحة العالمية و منظمة الأمم المتحدة للطفولة (يونسيف) وصندوق الأمم المتحدة للأنشطة السكانية
- 2002-1998 : رئيس مجلس وزراء الصحة العرب للإختصاصات الطبية
- 2002-1996 : رئيس المجلس العلمي لطب النساء والتوليد / مجلس وزراء الصحة العرب
- 1999-1987: رئيس قسم أمراض النساء والتوليد في  الجامعة الأميركية في بيروت
- 1996-1993 : الفريق الاستشاري للاتحاد الدولي لرعاية الوالدين
- 1994-1992 : رئيس خريجي كلية الطب في الجامعة الأميركية في بيروت
- 1993-1988:  رئيس المؤتمر الطبي للشرق الأوسط
- 2000-1988 :رئيس الجمعية اللبنانية لأخصائيي الجراحة النسائية والتوليد
- 1976-1973: مدير برنامج جونز هوبكينز الدولي لتعليم الجراحة النسائية والتوليد
- 1970-1969 : رئيس جمعية  الأطباء المقيمينفي  الجامعة الأمريكية في بيروت

التعليم والتدريب المهني
- 1967: طبيب الجامعة الأميركية في بيروت
- 1967– 1970: تخصص في الجراحة النسائية والتوليد - الجامعة الأميركية في بيروت
- 1973-1970 : دراسات ما بعد الدكتوراة / كلية الطب في جامعة هارفارد /   مستشفى بيتر بنت بريغهام
- 1973: أستاذ زائر في مستشفى جونز هوبكينز الجامعي

شهادات وجوائز الشرف
- 1982: الكلية الأمريكية للجراحين
- 1993: وسام الأرز الوطني / رتبة فارس - الجمهورية اللبنانية
- 2003: وسام الأرز الوطني / رتبة كوموندور / الجمهورية اللبنانية
- 2003: وسام وطني / جمهورية هنغاريا

عضوية في المنظمات
- 1984 : أكاديمية نيويورك للعلوم
- 1993: الجمعية الأمريكية لتطوير العلوم
- مؤلف عشرات المنشورات في المجالات الدولية والكتاب
- فصول ومئات من الخطابات في الشؤون العامة
- عضو مجلس أمناء العديد من الجامعات وعلى مجلس تحرير العديد من الصحف العلمية

- 2002: ترشح لمنصب مدير عام لمنظمة الصحة العالمية من قبل الجمهورية اللبنانية والجامعة العربية ومجالس وزراء الصحة والخارجية العرب ودول الشرق الأوسط وشمالي افريقيا.[1]

## الوزارات التي تولاها
المناصب الوزارية - الجمهورية اللبنانية
- 2000-1998 : وزير الصحة[2][3][4]
- 2003-2000 : وزير السياحة / وزير الصحة
- 2003 : وزير الدولة
- 2004 : وزير الدولة
- 2004 : وزير الثقافة